# جويل كارلي
جويل كارلي (بالإسبانية: Joel Carli)‏ (19 أكتوبر 1986 بمار دل بلاتا في الأرجنتين - ) هو لاعب كرة قدم أرجنتيني في مركز الدفاع. لعب مع بوتافوغو ريغاتاس وجيمناسيا لابلاتا وكيلمس وديبورتيفو مورون ‏ ونادي أتليتيكو ألدوسيفي.

## وصلات خارجية
- جويل كارلي على موقع إي إس بي إن إف سي (الإنجليزية)
- جويل كارلي على موقع قاعدة بيانات كرة القدم.إي يو (الإنجليزية)
- جويل كارلي على موقع Soccerway.com (الإنجليزية)